# Rhea Seehorn
Rhea Seehorn (Virginia Beach, 1972) é uma atriz, diretora e pintora americana. Ela ficou conhecida por interpretar a personagem Kim Wexler na série Better Call Saul (2015-2022), pela qual foi indicada ao Emmy de Melhor Atriz Coadjuvante em 2022 e 2023. Ela também recebeu outra indicação ao Emmy de Melhor Atriz em Comédia por sua atuação em Cooper's Bar (2022).
Ela também ganhou o Satellite Award de Melhor Atriz Coadjuvante duas vezes por seu papel como Kim Wexler, além de receber indicações ao Screen Actors Guild Awards e ao Critics' Choice Television Award.

## Biografia e carreira
Deborah Rhea Seehorn nasceu em Norfolk, Virginia, em 12 de maio de 1972. Sua mãe era assistente executiva da Marinha dos Estados Unidos, enquanto seu pai era agente no Serviço Naval Investigativo Criminal. Sua família mudou-se com frequência durante sua infância, morando em Washington, D.C. e Arizona, assim como no Japão. Seguindo os passos de seu pai e avó, ela estudou pintura, desenho e arquitetura desde sua infância. Ela continuou se dedicando às artes visuais, mas teve uma paixão crescente por atuar e foi apresentada ao teatro contemporâneo na faculdade.

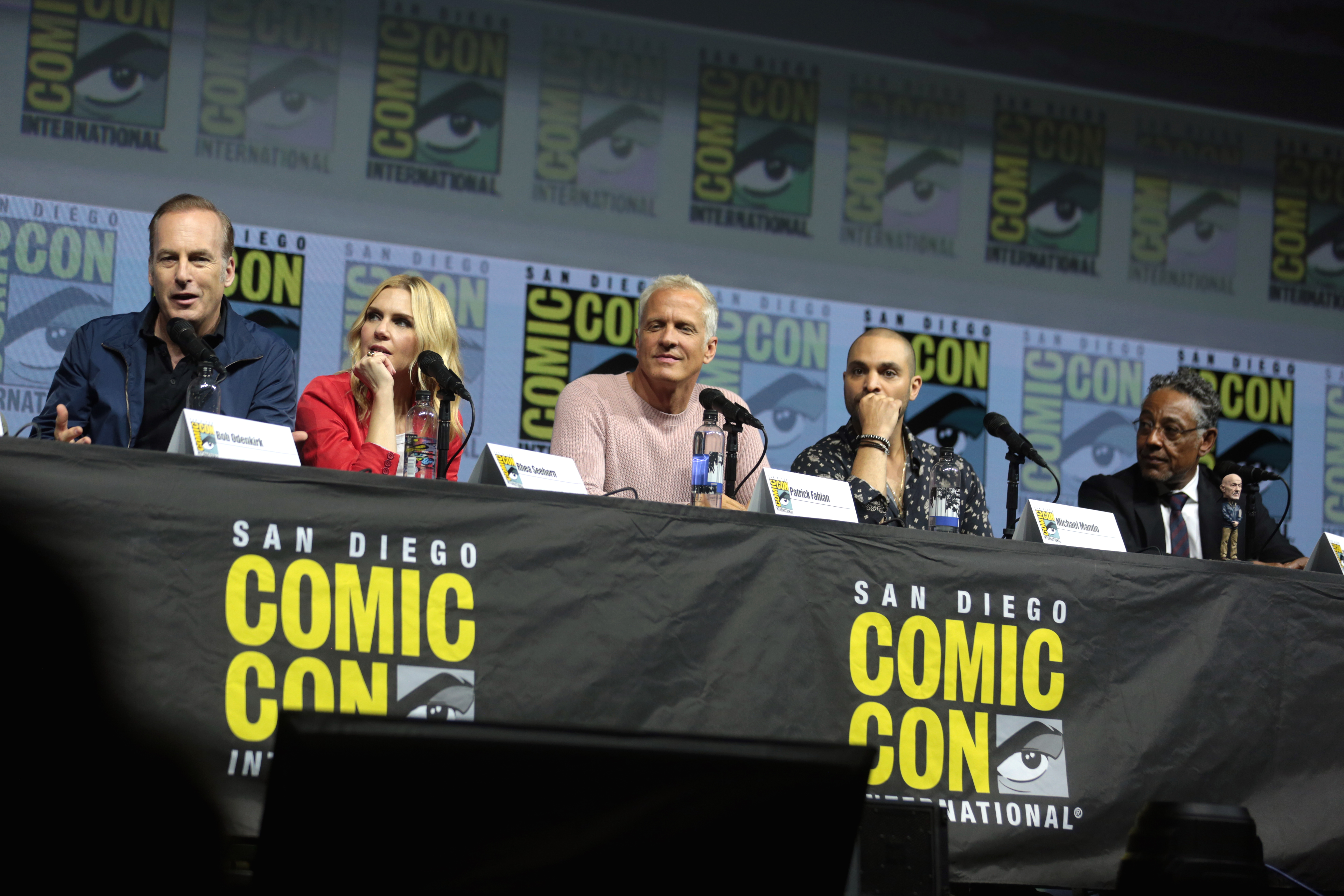
Rhea Seehorn com o elenco de Better Call Saul na San Diego Comic-Con de 2018.

Enquanto estava na faculdade, Seehorn queria entrar no teatro, após o incentivo de seu professor de atuação. Ela trabalhou em muitos cargos auxiliares na indústria de teatro em Washington, D.C. para tentar ser notada. Ela acabou conseguindo alguns papéis importantes em produções teatrais locais, mas ainda precisava fazer trabalhos como autônoma para ajudar a sobreviver; ela desempenhou papéis em vários curtas-metragens instrucionais industriais. Ela logo começou a conseguir papéis em mais produções de televisão, muitas vezes interpretando papéis que considerava "mulheres muito irônicas, sarcásticas e conhecedoras", semelhantes a sua ídolo Beatrice Arthur. No entanto, a maioria desses papéis eram séries de curta duração canceladas após uma ou duas temporadas.
Em maio de 2014, Seehorn foi escalada para a série Better Call Saul, spin-off de Breaking Bad, criada por Vince Gilligan e Peter Gould. Seehorn interpretou Kim Wexler, uma advogada e eventual interesse amoroso do protagonista Saul Goodman (Bob Odenkirk). A série estreou em 8 de fevereiro de 2015. Por seu papel, ela recebeu ampla aclamação da crítica, ganhou dois Prémio Satellite de melhor atriz coadjuvante em uma série, minissérie ou telefilme, um Saturn Award de Melhor Atriz Coadjuvante na Televisão em duas indicações, e recebeu uma indicação para o Emmy do Primetime de melhor atriz coadjuvante em série dramática, duas indicações para o Critics' Choice Television Award de Melhor Atriz Coadjuvante em Série Dramática e duas para o Prêmio da Associação de Críticos de Televisão por Realização Individual em Drama. Em 2022, Seehorn fez sua estreia na direção de televisão com o quarto episódio da última temporada de Better Call Saul ("Hit and Run").
Em setembro de 2022, após o fim de Better Call Saul, foi anunciado que Rhea Seehorn será a protagonista de uma nova série da Apple TV+, criada por Vince Gilligan, o criador de Breaking Bad e co-criador de Better Call Saul. O projeto, ainda sem título e sem previsão de estreia, é descrito como um drama de gênero misto e fundamentado. O serviço de streaming encomendou duas temporadas para a série.

## Vida Pessoal
Seehorn se casou com o produtor de cinema e agente imobiliário Graham Larson em 2018, tornando-se a madrasta de seus dois filhos de um casamento anterior 

## Filmografia

### Cinema

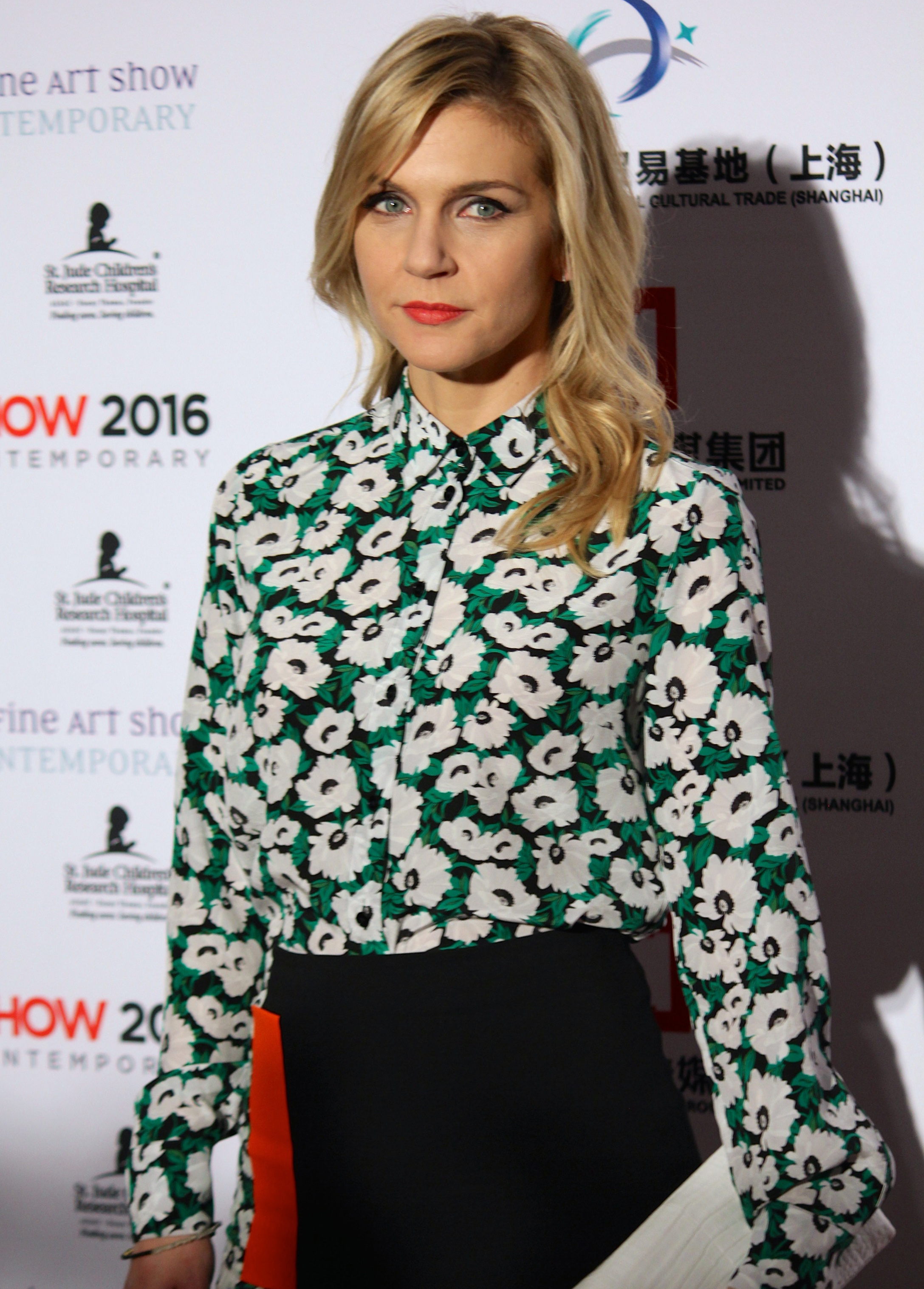
Seehorn em Janeiro de 2016

| Ano  | Titulo                                | Personagem        | Notas          |
| ---- | ------------------------------------- | ----------------- | -------------- |
| 1998 | A Case Against Karen                  | Shari             |                |
| 1999 | Why Spain?                            |                   |                |
| 1999 | The Pitch                             | The Pitcher       | Curta-metragem |
| 2000 | The Gentleman                         | Namorada          | Curta-metragem |
| 2000 | Eat Me!                               | Glynna            |                |
| 2002 | Steal - Fuga Alucinada                | Bitsy             |                |
| 2006 | Soltando os Cachorros                 | Lori              |                |
| 2008 | CU@Ed's                               | Tina              | Curta-metragem |
| 2018 | Seven Stages to Achieve Eternal Bliss | Nordheim          |                |
| 2018 | Lost Children: Kate & Bill            | Kate              | Curta-metragem |
| 2019 | I Hate Kids                           | Kelly             |                |
| 2019 | Inside Man: Most Wanted               | Dr. Brynn Stewart |                |
| 2019 | Wyrm                                  | Dr. Johnson       |                |
| 2021 | Things Heard & Seen                   | Justine Sokolov   |                |
| 2022 | Linoleum                              | Erin Edwin        |                |
| 2024 | Bad Boys 4                            | ASA               | Filmando       |

### Televisão
| Ano           | Titulo                                    | Personagem                 | Notas                                                      |
| ------------- | ----------------------------------------- | -------------------------- | ---------------------------------------------------------- |
| 1997          | Homicídio                                 | Jenny                      | Episódio: "All Is Bright"                                  |
| 2003–2004     | Minha Namorada É uma Estrela              | Cheri Baldzikowski         | 22 episódios                                               |
| 2005          | Head Cases                                | Nicole Walker              | 6 episódios                                                |
| 2005          | Romy e Michele: Como Tudo Começou         | Ashley Schwartz            | Filme para Televisão                                       |
| 2006          | The Singles Table                         | Stephanie Vogler           | Unaired 6 episódios                                        |
| 2006          | Modern Men                                | Anita                      | Episódio: "Sexual Healing"                                 |
| 2007          | The Thick of It                           | Ollie Todzio               | Piloto                                                     |
| 2008          | The Starter Wife                          | Charlotte                  | 4 episódios                                                |
| 2009          | Eva Adams                                 | Eva Adams                  | Piloto                                                     |
| 2009–2019     | American Dad!                             | Vários Personagens (Vozes) | 4 episódios                                                |
| 2009          | Trust Me                                  | Brooke                     | 3 episódios                                                |
| 2009          | Dollhouse                                 | Jocelyn Bashford           | Episódio: "Haunted"                                        |
| 2010          | Burn Notice                               | Patty                      | Episódio: "Breach of Faith"                                |
| 2010          | Divisão Criminal                          | Judy Lynn                  | Episódio: "Last Woman Standing"                            |
| 2011          | Untitled Allan Leob Project               | Jessica                    | Piloto                                                     |
| 2011–2013     | Whitney                                   | Roxanne Harris             | 38 episódios                                               |
| 2011–2014     | Franklin & Bash                           | Ellen Swatello             | 11 episódios                                               |
| 2013          | Family Guy                                | Joanie Cunningham (voz)    | Episódio: "Save the Clam"                                  |
| 2014          | House of Lies                             | Samantha                   | 2 episódios                                                |
| 2015–2022     | Better Call Saul                          | Kim Wexler                 | 60 episódios Diretora (Episódio: "Hit and Run")            |
| 2017          | Shut Eye                                  | Mãe do Charlie             | 2 episódios                                                |
| 2018          | Law & Order: Unidade de Vítimas Especiais | Martha Cobb                | Episódio: "Info Wars"                                      |
| 2018          | Roseanne                                  | Carrie                     | Episódio: "Eggs Over, Not Easy"                            |
| 2018          | Robot Chicken                             | Karen / adolescente (voz)  | Episódio: "Your Mouth Is Hanging off Your Face"            |
| 2019          | Veep                                      | Michelle York              | 5 episódios                                                |
| 2019          | The Act                                   | Janet                      | Episódios: "A Whole New World"                             |
| 2019          | The Twilight Zone                         | Martha Miller              | Episódio: "Not All Men"                                    |
| 2021          | Ridley Jones                              | Ida (voz)                  | 6 episódios                                                |
| 2021          | The Harper House                          | Debbie Harper (voz)        | 10 episódios                                               |
| 2022-presente | Cooper's Bar                              | Kris Latimer               | Curtas; também co-criadora, diretora e produtora executiva |
| 2023          | Monster High                              | Medusa Gorgon (voz)        | Episódio: "That Thing You Deuce!"                          |
| 2023          | Invencível                                | Andressa (voz)             | Episódio: "It's Been a While"                              |

## Prêmios e indicaçõess
| Ano  | Prêmio                            | Categoria                                                                           | Série            | Notas    |
| ---- | --------------------------------- | ----------------------------------------------------------------------------------- | ---------------- | -------- |
| 2015 | Satellite Awards                  | Melhor Atriz Coadjuvante                                                            | Better Call Saul | Venceu   |
| 2016 | Satellite Awards                  | Melhor Atriz Coadjuvante                                                            | Better Call Saul | Venceu   |
| 2018 | Saturn Awards                     | Melhor Atriz Coadjuvante na Televisão                                               | Better Call Saul | Venceu   |
| 2019 | Critics' Choice Television Awards | Melhor Atriz Coadjuvante em Série Dramática                                         | Better Call Saul | Indicada |
| 2019 | Screen Actors Guild Awards        | Melhor Elenco numa série dramática                                                  | Better Call Saul | Indicada |
| 2019 | Saturn Awards                     | Melhor Atriz Coadjuvante na Televisão                                               | Better Call Saul | Indicada |
| 2020 | TCA Awards                        | Atuação Individual em Série de Drama                                                | Better Call Saul | Indicada |
| 2021 | Critics' Choice Television Awards | Melhor Atriz Coadjuvante em Série Dramática                                         | Better Call Saul | Indicada |
| 2021 | Screen Actors Guild Awards        | Performance de Elenco em Série Dramática                                            | Better Call Saul | Indicada |
| 2021 | Saturn Awards                     | Melhor Atriz na Televisão                                                           | Better Call Saul | Indicada |
| 2022 | TCA Awards                        | Atuação Individual em Série de Drama                                                | Better Call Saul | Indicada |
| 2022 | Hollywood Critics Association     | Melhor Atriz Coadjuvante em Série de Drama                                          | Better Call Saul | Venceu   |
| 2022 | Primetime Emmy Awards             | Melhor Atriz Coadjuvante em Série de Drama                                          | Better Call Saul | Indicada |
| 2022 | Primetime Emmy Awards             | Melhor Atriz em Série Curta de Comédia ou Série Dramática                           | Cooper's Bar     | Indicada |
| 2022 | Saturn Awards                     | Melhor Atriz na Televisão                                                           | Better Call Saul | Venceu   |
| 2023 | Critics' Choice Television Awards | Melhor Atriz Coadjuvante em Série Dramática                                         | Better Call Saul | Indicada |
| 2023 | Primetime Emmy Awards             | Melhor Atriz Coadjuvante em Série de Drama                                          | Better Call Saul | Indicada |
| 2024 | Astra Awards                      | Melhor Atriz Coadjuvante em uma Série de Emissora de TV ou Cabo, na categoria Drama | Better Call Saul | Venceu   |
| 2024 | Primetime Emmy Awards             | Melhor Atriz Coadjuvante em Série de Drama                                          | Better Call Saul | Indicada |